# Volbert Alexander
Volbert Alexander (* 30. September 1944 in Gießen) ist ein deutscher Volkswirtschaftler und emeritierter Professor der Justus-Liebig-Universität Gießen. 

## Werdegang
Nach seinem Studium der Volkswirtschaft in Gießen promovierte Alexander im Jahr 1972 an der Universität Konstanz und habilitierte 1976 ebenda. Außerdem war er von 1974 bis 1980 als Dozent an der Universität Gießen tätig. Es folgten Lehrstuhlvertretungen an der Universität Trier von 1977 bis 1978 sowie an der Universität Siegen von 1979 bis 1980. Im Jahr 1980 erhielt Alexander eine Professur an der Universität Siegen, wo er von 1980 bis 1986 lehrte. Im selben Jahr erhielt er den Ruf an die Universität Gießen, wo er bis zu seiner Emeritierung im Oktober 2009 eine Professur für Geld, Kredit, Währung (VWL V) innehatte. Außerdem war er von 1997  bis 1999 Chefvolkswirt und Leiter Research der Bayerischen Hypotheken- und Wechselbank sowie Berater im Assetmanagement der Hypovereinsbank.

## Forschungsgebiete
- Monetäre Makroökonomie
- Geldpolitik und Unsicherheiten auf Finanzmärkten
- Europäische Integration
- Konjunktur- und Zinsprognose

## Publikationen (Auswahl)
- mit Georg M. v. Furstenberg (2000): Monetary Unions - A Superior Alternative to Full Dollarization in the Long Run. North American Journal of Economics and Finance 11.
- mit P. Anker (1996): Fiscal Discipline and the Question of Convergence of National Interest Rates in the European Union. Open Economics Review 8,4.
- Fiscal Policy and Potential Output in a Model with Rational Expectations. Weltwirtschaftliches Archiv 1990.